# Mirko Englich
Mirko Englich est un lutteur allemand spécialiste de la lutte gréco-romaine né le 28 août 1978 à Witten.

## Biographie
Lors des Jeux olympiques d'été de 2008, il remporte la médaille d'argent en combattant dans la catégorie des -90 kg kg.